# جورج جانسون (بازیکن فوتبال، زاده ۱۹۰۷)
جورج جانسون (انگلیسی: George Johnson; ۶ ژانویهٔ ۱۹۰۷ – فوریه ۱۹۸۹ (aged 82)) بازیکن فوتبال اهل بریتانیا بود.
از باشگاه‌هایی که در آن بازی کرده‌است می‌توان به باشگاه فوتبال دارلینگتون، باشگاه فوتبال چلسی، و باشگاه فوتبال ابسفلیت یونایتد اشاره کرد.